# Fundacja Rosa
Fundacja Rosa – organizacja pożytku publicznego o zasięgu ogólnopolskim z siedzibą we Wrocławiu, założona w 2004 roku.
Celem Fundacji jest wspomaganie potrzebujących – szczególnie dzieci i młodzieży – w dwóch obszarach: edukacji oraz terapii. Fundacja uplasowała się na 4. miejscu w 2012 roku pod względem zebranych funduszy z 1% podatku.

## Cele
Celem statutowym fundacji jest popieranie wszechstronnego rozwoju i edukacji społeczeństwa, a zwłaszcza działalności społecznej, informacyjnej, wychowawczo-pedagogicznej, oświatowej oraz działalności mającej na celu wsparcie potrzebujących.

## Działalność

### Projekty

#### Doświadczanie świata
W ramach programu Fundacja Rosa wyposaża w nowoczesny sprzęt do rehabilitacji – specjalistyczne urządzenia do stymulacji wzroku, słuchu, węchu czy dotyku – sale do integracji sensorycznej oraz Sale Doświadczania Świata. Do tej pory Fundacja otworzyła już – w szkołach integracyjnych oraz 
w placówkach oświatowych i opiekuńczych w całym kraju – 32 takie przestrzenie terapeutyczne.

#### Twoja szkoła
Ideą akcji jest podnoszenie jakości nauczania dzieci i młodzieży. Zebrane fundusze przeznaczane są na zakup sprzętu komputerowego, oprogramowania, książek, tablic multimedialnych i innych pomocy dydaktycznych. Do tej pory w programie udział wzięło niespełna 2 tys. placówek oświatowych z całego kraju.

#### Lekki tornister
Fundacja Rosa wyposaża szkoły w specjalne szafki, w których uczniowie klas I-III mogą pozostawiać podręczniki i cięższe przybory szkolne. Celem akcji jest odciążenie tornistrów najmłodszych, a tym samym zapobieganie chorobom kręgosłupa. Do chwili obecnej projekt zrealizowano w 11 placówkach w całej Polsce.

#### Kartka ze szpitala
Mali pacjenci wykonują metodą cardmakingu i scrapbookingu kartki do swoich najbliższych 
i przyjaciół. Redagują pozdrowienia, opisują swoje emocje czy przeżycia, rozwijając przy tym kreatywność i wrażliwość estetyczną. Do tej pory Fundacja Rosa zakupiła zestawy artystyczne, które trafiły do 12 największych szpitali w całej Polsce.

#### Kartka dla Powstańca
Projekt był realizowany przez 63 dni w 31 szpitalach w całej Polsce. Mali pacjenci stworzyli łącznie ponad 3600 kartek pocztowych, które zostały wysłane do osób walczących w Powstaniu Warszawskim. Projekt został przeprowadzony we współpracy z Muzeum Powstania Warszawskiego.

#### Rakoobrona
Kampania informacyjno-edukacyjna skierowana do młodzieży, rodziców, nauczycieli mówiąca o profilaktyce onkologicznej w zakresie trzech typów nowotworu: raka szyjki macicy, płuca i czerniaka skóry, ponieważ nawyki wykształcone w okresie młodzieńczym mogą przyczyniać się do powstawania tych chorób.